# Cal Drapaire (Barcelona)
Cal Drapaire és un bloc de pisos situat a la Gran Via de les Corts Catalanes, 272-282 al barri de la Font de la Guatlla de Barcelona, catalogat com a bé amb elements d'interès (categoria C).

## Història i descripció
Pau Fornt Valls, nascut el 1869 a Sant Pere de Riudebitlles, era el tercer de quatre germans. Als 14 anys marxà a Barcelona per a treballar com a mosso del drapaire Jaume Aloi, i als 16 s'establí pel seu compte a Sants. Arribà a ser regidor de l'Ajuntament de Barcelona, i tenia una fàbrica de paper a Vespella de Gaià.
El 1919, va encarregar a l'arquitecte Modest Feu uns magatzems (actualment desapareguts) a la Gran Via, tocant al carrer del Farell, i el 1924 un bloc d'habitatges obrers a l'altra banda, que es va construir entre el 1925 i 1927 i era conegut com a Cases de la Concepció per la imatge de la Mare de Déu a la façana en honor a la seva dona Concepció Brunet Miserachs (†1963). De 7.019 m² de superfície i 82 m de façana, té 11 plantes, sis escales (cadascuna amb un ascensor i un servei de telèfon a les plantes baixa i cinquena) i un total de 240 habitatges en règim de lloguer (fins a 5 persones cadascun). Els locals (un a cada costat de la porteria), estaven ocupats pels serveis que poguessin necessitar els llogaters, des d'un consultori mèdic fins a una escola i botigues d'alimentació. Hi ha quatre habitatges per planta (dos al davant i dos al darrere), amb els corresponents balcons (dos per pis) a la façana principal, i la tradicional galeria a la façana posterior.
El 1929 s'hi van afegir uns pisos al terrat, un dels quals era habitat pel mateix propietari. L'estil és noucentista, amb una evolució cap al monumentalisme afrancesat, barrejant solucions constructives tradicionals (per exemple, les galeries) amb d'altres que s'integren més dintre de l'arquitectura Beaux-Arts, com a les tres darreres plantes.
El 1933, Fornt va constituir la societat Industrias Pablo Fornt SA amb els seus fills Jaume, Pau i Josep Maria Fornt Brunet, i el 1936, fou assassinat per un escamot de la FAI. El 1965 es va constituir la nova societat Papel Automatic SA, traslladada a Cornellà el 1989, i actualment, hi ha al capdavant la quarta generació de la família.